# ببغاوات وجواثم
الببغاوات والجواثم (الاسم العلمي:Psittacopasserae) هو فرع حيوي من الطيور تتبع صنف الطيور الحديثة من طائفة الطيور.

## الرتب
- العصفوريات
- الشقراقيات
- النقاريات
- نقاريات الشكل